# Nancy Stafford

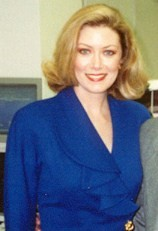
Nancy Stafford um 1990

Nancy Elizabeth Stafford (* 5. Juni 1954 in Wilton Manors, Florida) ist eine US-amerikanische Schauspielerin, Moderatorin und Autorin.

## Leben
Stafford wurde 1954 in Wilton Manors im Broward County geboren, einem Vorort von Fort Lauderdale. Sie wurde als Baptistin religiös aufgezogen und ist eine praktizierende Christin. Nach dem Besuch der Fort Lauderdale High School, die sie 1972 verließ, studierte sie Journalismus an der University of Florida, die sie mit einem Bachelor of Arts abschloss.
Im Alter von 24 erkrankte sie an Hautkrebs.
Stafford ist seit dem 28. Mai 1989 mit Larry Lee Myers verheiratet, einem Pastor. Sie hat eine Stieftochter namens Katie und einen Enkel namens Blake. Ihr älterer Bruder, Tracy Stafford, war zwei Amtszeiten lang Bürgermeister von Wilton Manors und fünf Amtszeiten lang Mitglied des Repräsentantenhauses von Florida.

## Karriere
Stafford begann ihre Karriere als Model. 1976 wurde sie zur Miss Florida ernannt und 1977 nahm sie an der Wahl zur Miss America teil. Durch ihren Titel erhielt sie einen Vertrag der Modellagentur Ford in New York City. Sie war 1981 auch in der Zeitschrift Penthouse zu sehen und auf dem Filmplakat zum James-Bond-Film In tödlicher Mission mit Roger Moore, auf dem ihre Beine zu sehen sind.
1982 zog sie nach Los Angeles, wo sie ihre erste Serienrolle in der Seifenoper The Doctors erhielt, in der sie eine Doppelrolle spielte. Es folgten Gastauftritte in Fernsehserien wie Trio mit vier Fäusten, Remington Steele, Agentin mit Herz, Wer ist hier der Boss?, Hunter, Zurück in die Vergangenheit und Magnum. 1983 erhielt Stafford ihre erste wiederkehrende Rolle in der Krankenhausserie Chefarzt Dr. Westphall, in der sie zwei Staffeln lang Joan Halloran verkörperte und 1986 für eine Folge zurückkehrte. Anschließend spielte sie von 1986 bis 1987 die Hauptrolle der Patricia Blake in der kurzlebigen Fernsehserie Sidekicks.
Bekannt wurde Stafford vor allem durch ihre Rolle als Michelle Thomas, Matlocks juristische Partnerin, in der Anwaltsserie Matlock an der Seite von Andy Griffith, in der sie von 1987 bis 1992 mitwirkte, nachdem sie bereits in der ersten Staffel als Gast zu sehen war. Sie ersetzte Linda Purl. Als die Serie ihre Produktion von der Westküste verlagerte, entschied sich Stafford, auszusteigen. Nach ihrem Ausstieg bei Matlock begann sie, als Rednerin aufzutreten, und moderierte von 1995 bis 2005 die Talkshow Main Floor.
2008 moderierte sie zusammen mit Mark Gungor die erste Staffel der Talkshow Love, Marriage and Stinking Thinking. Neben ihrer Moderationstätigkeit trat sie weiterhin in zahlreichen Fernsehserien in Gastrollen auf, darunter Emergency Room – Die Notaufnahme, Frasier, Babylon 5, Baywatch – Die Rettungsschwimmer von Malibu und The Mentalist.
Neben ihrer Arbeit vor der Kamera, als Werbegesicht für City Furniture und als Synchronsprecherin, verfasste sie als Autorin mehrere christliche Bücher, darunter Beauty by the Book: Seeing Yourself as God Sees You, The Wonder of His Love: A Journey into the Heart of God sowie 2006 Mothers & Daughters: Taking Your Adult Relationship to a Deeper Level. Sie war auch im Vorstand des christlichen Fernsehsenders SAT-7, der sein Programm im Nahen Osten und Teilen Nordafrikas ausstrahlt.
Im deutschen Sprachraum wurde Stafford, die Mitglied der SAG-AFTRA ist, unter anderem von  Hanna Bechstedt, Katja Brügger, Karin Buchholz, Karin David, Katrin Decker, Rita Engelmann, Gisela Fritsch, Isabella Grothe, Karin Grüger, Traudel Haas, Christina Hoeltel, Sabine Jaeger, Renate Küster, Katharina Lopinski, Evelyn Maron, Beate Menner, Katrin Miclette und Ulrike Möckel synchronisiert.

## Auszeichnungen
- 2011: Nominierung für den Grace Award von MovieGuide in der Kategorie „Most Inspiring Television Acting“ für Der Weihnachtsabend
- 2017: Nominiert für den Festival Award des International Christian Film Festival in der Kategorie „Best Actress: Feature Film“ für Heritage Falls
- 2017: Nominiert für den Dove Award der GMA Dove Awards in der Kategorie „Inspirational Film of the Year“ als Ensemble-Mitglied von I’m Not Ashamed
- 2017: Nominiert für Jury Award des California Women's Film Festival in der Kategorie „Best Actress“ für Common Threads
- 2017: Nominiert für den Festival Award des Great Lakes Christian Film Festival in der Kategorie „Best Actress“ für Heritage Falls
- 2021: Festival Award des Knoxville Film Festival in der Kategorie „Best Narrative Feature“ für Damaged Goods zusammen mit Katherine Oostman
- 2022: Nominiert in der Kategorie „Best Supporting Actress: Feature Film“ beim International Christian Film Festival für Paul’s Promise
- 2022: Nominiert für den CIFF Award des Canadian International Faith & Family Film Festival in der Kategorie „Best Supporting Actress“ für Paul’s Promise
- 2023: Festival Award des Wild Bunch Film Festival in der Kategorie „Best Supporting Actress (Feature)“ für Far Haven

## Filmografie (Auswahl)

### Film
- 1982: American Monster
- 1983: Lone Star (Fernsehfilm)
- 1984: Poor Richard (Fernsehfilm)
- 1986: D.C. Cop (Fernsehfilm)
- 1987: Zwei knallharte Cops (Fernsehfilm)
- 1993: Schicksal einer Leihmutter (Fernsehfilm)
- 1995: Angriff der Killerbienen (Fernsehfilm)
- 2002: Destiny (Kurzfilm)
- 2004: The Proverb (Kurzfilm)
- 2007: The Wager
- 2011: Der Weihnachtsabend
- 2012: Orangen zu Weihnachten
- 2012: Race to the Finish
- 2013: Foreclosed (Kurzfilm)
- 2013: Superheroes Don’t Need Capes (Kurzfilm)
- 2013: Season of Miracles
- 2013: Assumed Killer
- 2013: Christmas for a Dollar
- 2014: Heaven Help Us (Kurzfilm)
- 2016: Heritage Falls
- 2016: I’m Not Ashamed
- 2017: Heaven Bound
- 2017: Für immer Meerjungfrau – Es gibt sie wirklich
- 2017: Common Threads (Kurzfilm)
- 2017: Nazareth (Fernsehfilm)
- 2019: Faith, Hope & Love
- 2020: First Lady
- 2020: Eleanor’s Bench (Fernsehfilm)
- 2020: Love by Drowning
- 2022: The Line (Fernsehfilm)
- 2022: The Mulligan
- 2022: Paul’s Promise
- 2023: Far Haven

### Fernsehserien
- 1982: The Doctors
- 1984: Wer ist hier der Boss?
- 1985: Remington Steele
- 1985: Trio mit vier Fäusten
- 1985: Hunter
- 1985: Half Nelson
- 1985: Magnum
- 1983–1986: Chefarzt Dr. Westphall
- 1986: Disney-Land
- 1985–1986: Agentin mit Herz
- 1986: You Are the Jury
- 1986–1987: SideKicks – Karate Kid & Co
- 1990: Zurück in die Vergangenheit
- 1986–1992: Matlock
- 1993: Saved by the Bell: The College Years
- 1996: Frasier
- 1996: Babylon 5
- 1997: Baywatch – Die Rettungsschwimmer von Malibu
- 1998: Great Day America
- 2002: Emergency Room – Die Notaufnahme
- 2003: Für alle Fälle Amy
- 2008: The Mentalist
- 2015: Running
- 2017–2018: Scandal